# Der Kuss (Munch)
Der Kuss, auch kurz Kuss, ist der Name mehrerer Gemälde des norwegischen Malers Edvard Munch aus den Jahren 1892 bis 1906. Das Motiv des Kusses tauchte bereits in früheren Arbeiten Munchs seit 1888 auf: ein sich küssendes Paar, ihre Gesichter zu einer Einheit verschmelzend. Es ist Teil seines Lebensfries, der sich mit dem Leben, insbesondere der Beziehung von Mann und Frau beschäftigt. Das bekannteste Gemälde der Reihe von 1897 wurde erstmals 1903 ausgestellt und befindet sich derzeit im Munch Museum in Oslo sowie als Holzschnitt im Osloer Nationalmuseum.

## Beschreibung
Der Kuss existiert als Ölgemälde auf Leinwand (81 × 99 cm) sowie als Holzschnitt (41 × 46 cm). Es zeigt einen Mann und eine Frau, die sich umarmen und dabei ineinander verschlungen küssen. Ihre Gesichter sind nicht voneinander abzugrenzen, sondern verschwimmen ineinander. Das Paar steht in einem verdunkelten Raum vor einem Fenster mit zugezogenen Vorhängen. Durch eine nicht vollständig verdeckte Ecke des Fensters dringt noch ein wenig Licht ein. Der Kunstkritikerin Roberta Smith zufolge verwendete Munch „long, somewhat slurpy brush strokes that were more stained than painted“.

## Hintergrund
Munch experimentierte mit dem Motiv eines sich küssenden Paares in seinen Ölgemälden wie auch im Holzschnitt. In zahlreichen Versionen des Motivs existiert ein Kontrast zwischen der Welt außerhalb des Zimmers und dem Innenraum. Die Außenwelt wird dabei stets als pulsierend und belebt dargestellt, während die Inneneinrichtung zeitlos, das Paar wie eingefroren in ihrer Umarmung wirken. Die verschmolzenen Gesichter des Paares weisen auf ihr Zusammengehörigkeitsgefühl hin.
Das Bild ähnelt seinen früheren Werken Kuss am Fenster (1891 und 1892) sowie dem ebenfalls Der Kuss genannten Werk von 1892. In diesen Werken sind die Gesichter noch voneinander abgegrenzt. In späteren Varianten des Motivs sind hingegen nicht nur die Gesichter, sondern auch die Körper der beiden verschmolzen.

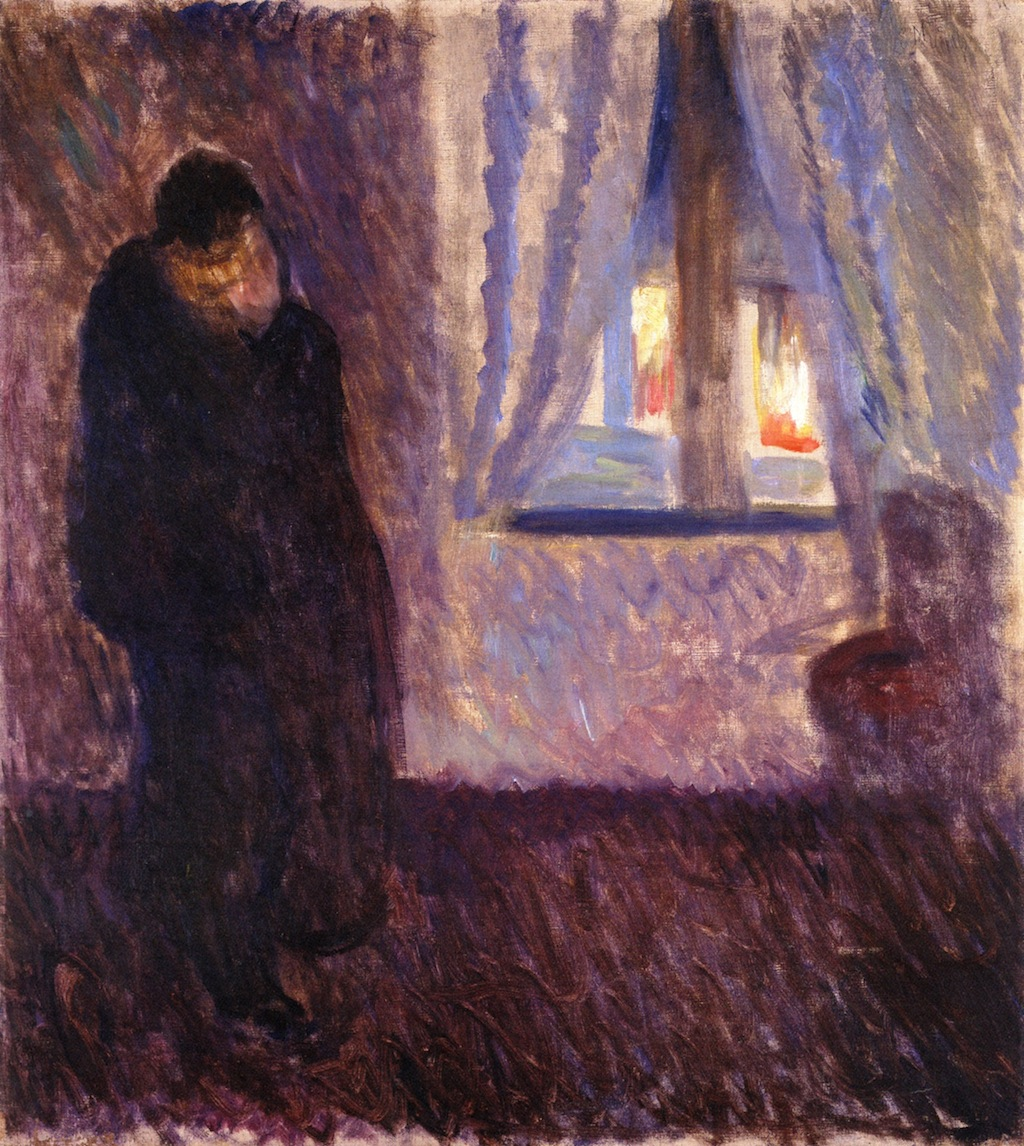
Kuss am Fenster, 1891 Öl auf Leinwand, 72 × 64,5 cm, Munch-Museum
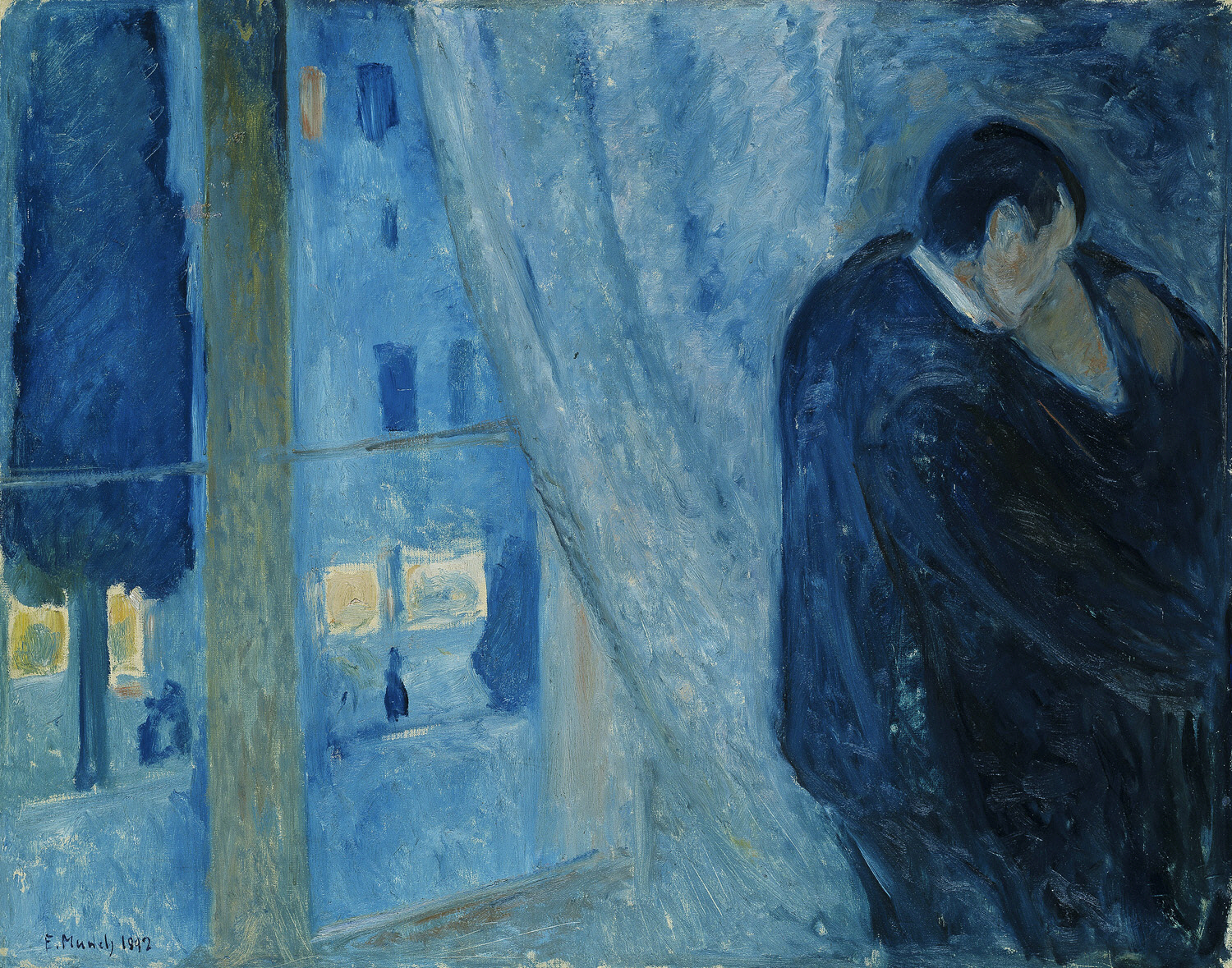
Kuss am Fenster, 1892 Öl auf Leinwand, Nationalgalerie Oslo
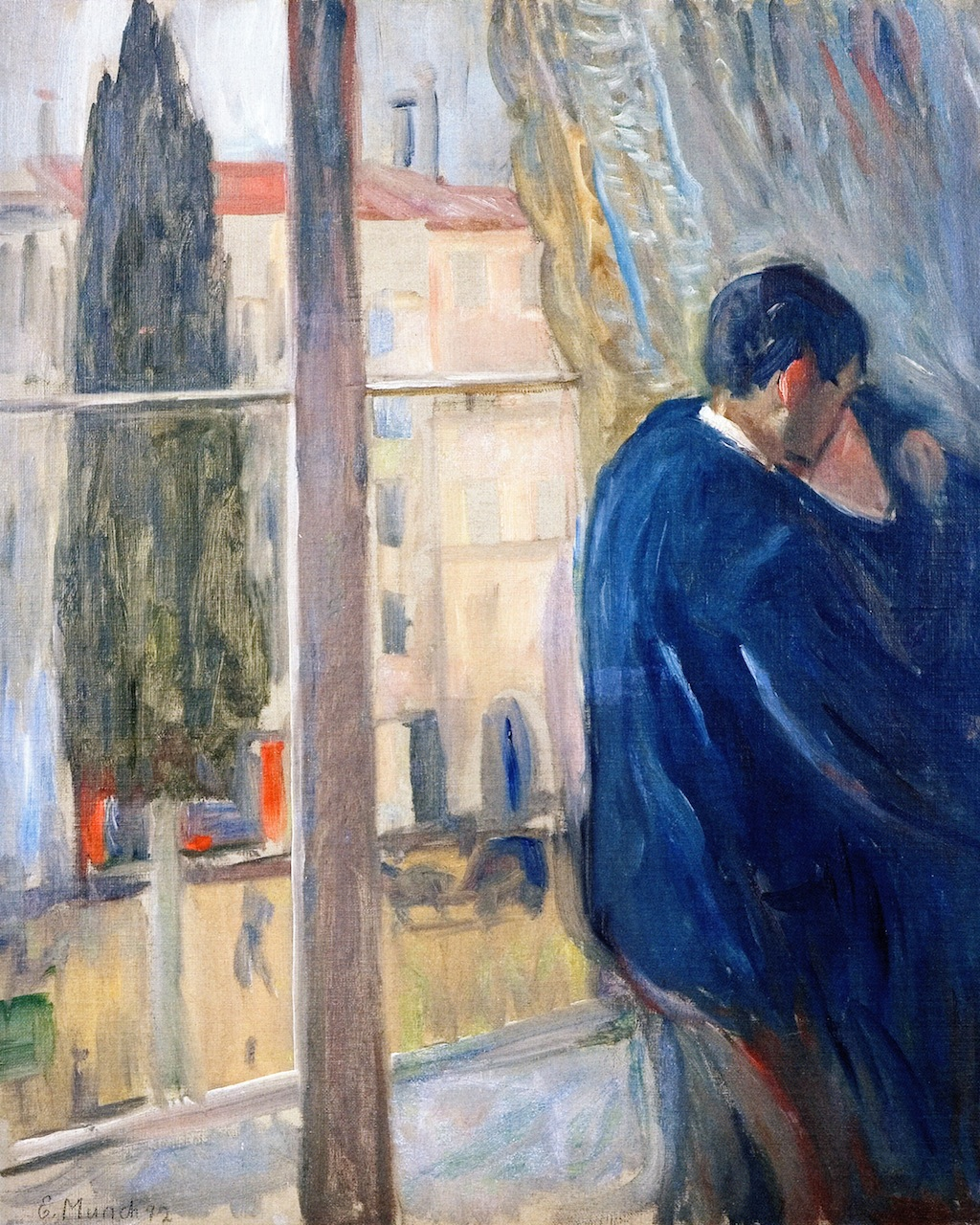
Der Kuss, 1892 Öl auf Leinwand, 72 × 59 cm

Der norwegische Symbolist Edvard Munch (1863–1944) hatte mit seiner Krankheit, einer psychischen Störung, dem Tod eines Familienangehörigen und seinem strengen und stark religiösen Vater zu kämpfen. Enttäuschung in der Liebe und eine angeschlagene Gesundheit führten bei ihm zu Melancholie und Alkoholismus. Munch heiratete zeitlebens nicht. Dies beeinflusste sein künstlerisches Schaffen und die Emotionalität seiner Gemälde. Smith zufolge sind die Personen in Munchs Werken meistens „not mad, but paralyzed by oceanic feelings of grief, jealousy, desire or despair that many people found shocking either for their eroticism, crude style or intimations of mental instability“. Seine Werke seien schockierend, zugleich jedoch durch eine emotionale Ehrlichkeit und Integrität charakterisiert, die sie aufregend mache.

## Interpretation
Dem Museum of Modern Art zufolge ist die dunkle Umgebung des Bildes repräsentativ für Munchs Ambivalenz zur Romantik. Der Kunsthistoriker Reinhold Heller beschreibt die verschmolzene Darstellung des Paares einerseits als Symbol für dessen Einheit, sieht in ihr jedoch andererseits den Verlust von Individualität sowie eigener Existenz und Identität, was für ihn auf den Tod verweist.

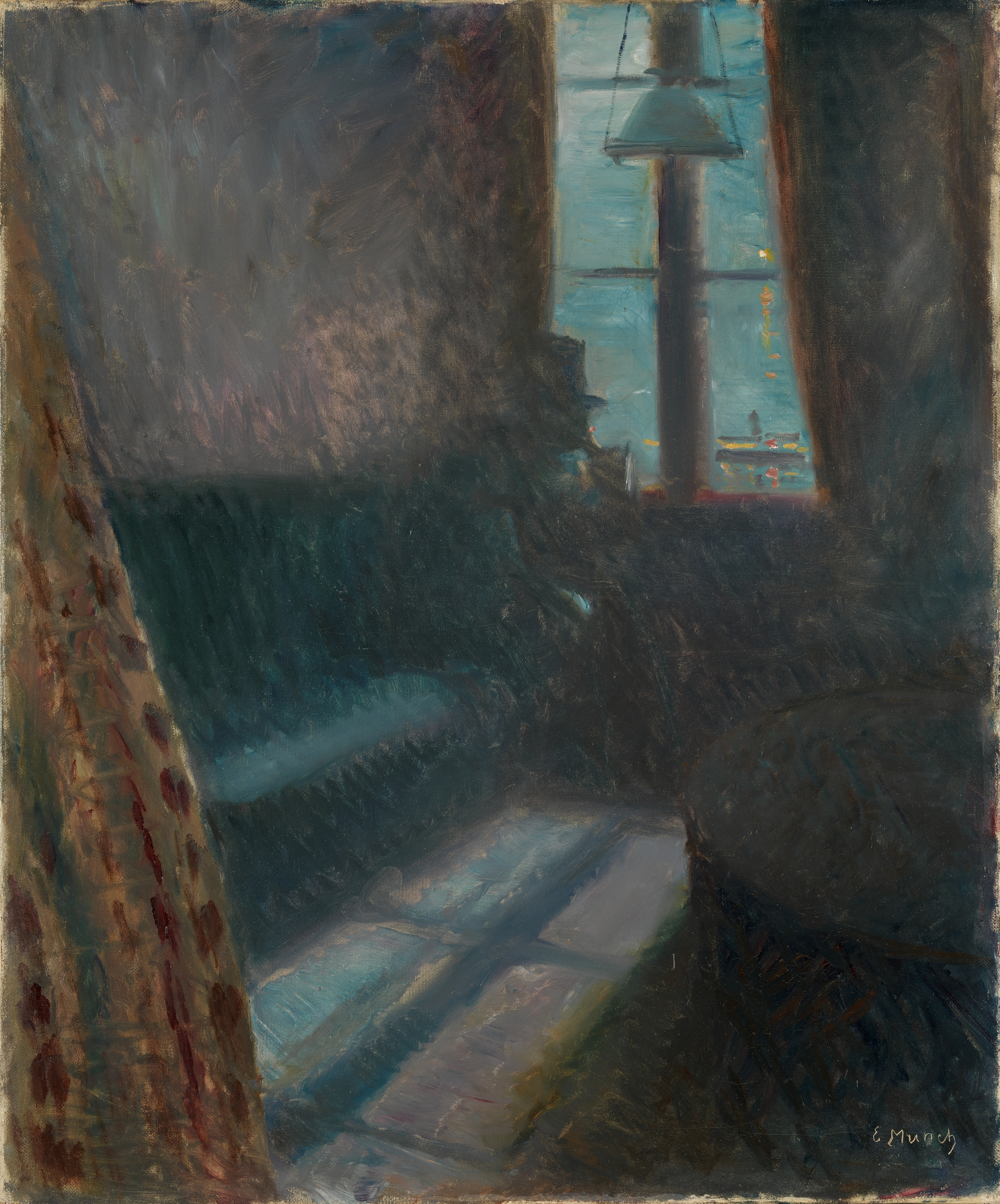
Nacht in Saint-Cloud, 1890

Der Autor Stanisław Przybyszewski (1868–1927) beschrieb die verschmolzenen Gesichter hingegen als “look[ing] like a gigantic ear … deaf in the ecstasy of the blood”. August Strindberg (1849–1912) äußerte sich ähnlich, in dem er die Verschmelzung als “a fusion of two beings, of which the smaller, in the form of a carp, seems ready to devour the larger” bezeichnete. Das Zimmer im Kuss weist eine gewisse Ähnlichkeit zu Munchs eigenem Raum auf wie er in Nacht in Saint-Cloud dargestellt wird. Nach Ansicht des Kritikers Ulrich Bischoff weist das Gemälde daher auch ein autobiographisches Element auf.